# Изабела д’Есте (Парма)
Вижте пояснителната страница за други личности с името Изабела д’Есте.
Изабела д’Есте (на италиански: Isabella d’Este; * 3 октомври 1635, Модена, Херцогство Модена и Реджо; † 21 август 1666, Колорно, Херцогство Парма и Пиаченца) от Дом Есте е принцеса от Модена и чрез брак херцогиня на Парма и Пиаченца.

## Произход
Дъщеря е на Франческо I д’Есте (* 1610, † 1658), херцог на Модена и Реджо, и на първата му съпруга Мария Катерина Фарнезе (* 161, † 1646). Нейни дядо и баба по бащина линия са Алфонсо III д’Есте, херцог на Модена и Реджо, и Изабела Савойска, а по майчина – Ранучо I Фарнезе, херцог на Парма и Пиаченца, и принцеса Маргерита Алдобрандини. Има четири братя и три сестри:
- Алфонсо (*/† 1632)
- Алфонсо IV (* 1634 † 1662), херцог на Модена и Реджо, съпруг на Лаура Мартиноци
- Леонора (* 1639, † 1640)
- Тедалдо (* 1640, † 1643)
- Алмерико (* 1641, † 1660)
- Елеонора (* 1643, † 1722), монахиня
- Мария (* 1644, † 1684), херцогиня на Парма и Пиаченца и херцогиня на Кастро като съпруга на Ранучо II Фарнезе
- Тедалдо (*/† 1646).

Има и едина полусестра от втория брат на баща си и един полубрат от третия му брак – Риналдо, кардинал (1688 – 1695) и от 1694 г. като Риналдо III херцог на Модена и Реджо, съпруг на Шарлота Хановерска.

## Биография
Изабела се омъжва през 1663 г. за първия си братовчед Ранучо II Фарнезе, херцог на Парма и Пиаченца. Тя е негова втора съпруга. Двойката се срещна едва на 18 февруари 1664 г., когато Изабела пристигна в Парма. По този повод са организирани големи тържества и музикални изпълнения. Изабела е ревностна познавачка на музиката и покровителства италианския виртуозен цигулар и композитор Марко Учелини.
Двойката има дв дъщери и един син, но само синът ѝ Одоардо Фарнезе става баща: дъщеря му Изабела Фарнезе става прародителка на много представители на кралските семейства, живеещи днес. 
Раждането на сина ѝ е фатално за 30-годишната Изабела. Тя умира от следродилни усложнения 9 дни по-късно на 21 август 1666 г. Погребана е в катедралата „Санта Мария дела Стеката“ в Парма. След смъртта ѝ Ранучо се жени за сестра ѝ Мария, от която има седем деца, включително последния херцог на Парма от династията Фарнезе.

## Потомство
Изабела д’Есте и Ранучо II Фарнезе имат три деца:
- Маргерита Мария Фарнезе (* 24 ноември 1664, Парма; † 17 юни 1718, Колорно), ∞ 14 юли 1692 Франческо II д’Есте (1660 – 1694), херцог на Модена и Реджо, от когото няма деца;
- Тереза Фарнезе (* 10 октомври 1665, † 1702), монахиня;
- Одоардо II Фарнезе (* 12 август 1666, Колорно; † 6 септември 1693, Парма), наследствен херцог херцог на Парма и Пиаченца, който умира преди баща си, ∞ 1690 за Доротея София фон Пфалц (1670 – 1748), дъщеря на курфюрст Филип Вилхелм, от която има син и дущеря.